# Ліфшиць Йосип Давидович
Йо́сип Дави́дович Лі́фшиць (рос. Ли́фшиц Ио́сиф Давы́дович, 8 березня 1914, Одеса, Російська імперія — 15 жовтня 1974, Київ, Українська РСР, СРСР) — радянський футболіст. Починав грати на місці лівого напівсереднього нападника, потім виступав у центрі півзахисту. З переходом команд на гру по системі «дубль-ве» став грати на місці центрального захисника. Після завершення ігрової кар'єри — футбольний тренер. Майстер спорту СРСР.
Насамперед, відомий виступами за «Динамо» (Київ) і «Динамо» (Одеса).

## Біографія
Народився 8 березня 1914 року в Одесі в єврейській родині.

### Ігрова кар'єра
Почав грати у футбол 1931 року в юнацькій команді «Харчовика» (Одеса).
Дорослу футбольну кар'єру розпочав у «Динамо» (Одеса), а 1936 року перейшов до «Динамо» (Київ). Там він зіграв у першому чемпіонаті СРСР і здобув срібні медалі турніру, а 1937 року — бронзові. В цей же час захищав кольори збірно Києва та УРСР.
У 1941 році повернувся до Одеси, де став захищати кольори місцевого «Спартака». Під час німецько-радянської війни виступав за «Динамо» (Алма-Ата).
Після війни повернувся в київське «Динамо», але зіграв лише 16 ігор за резервну команду, після чого вирішив закінчити свою кар'єру. Проте через кілька років Йосип Ліфшиць повернувся до футболу і протягом 1951–1956 років захищав кольори аматорського «Машинобудівника» (Київ), після чого у віці 42 років остаточно завершив кар'єру гравця.

### Тренерська кар'єра
У 1957 році розпочав свою тренерську кар'єру, очоливши полтавський «Колгоспник», який тренував протягом двох сезонів. Після чого тренував ще кілька команд з українського республіканського дивізіону.
З 1965 по 1966 був асистентом в «Дніпрі» (Дніпропетровськ), який виступав у другому за рівнем дивізіоні СРСР.
У 1967 році став головним тренером і директором команди «Зірка» (Кіровоград), а наступного року — головним тренером «Дніпра» (Кременчук), після чого зробив кількарічну перерву.
У 1970–1971 роках був старшим тренером і директором команди «Хімік» (Сєвєродонецьк).
У серпні 1972 року він був призначений головним тренером «Автомобіліста» (Житомир), після чого перейшов у «Динамо» (Хмельницький), де протягом сезону 1973 року був головним тренером, після чого зайняв посаду директора команду, яку обіймав до своєї смерті.
Помер 15 жовтня 1974 року в Києві на 61 році життя.

## Досягнення
- Срібний призер чемпіонату СРСР: 1936 (весна)
- Бронзовий призер чемпіонату СРСР: 1937..
- Володар Кубка сезону УРСР: 1936, 1937.
- Володар Кубка УРСР: 1937, 1938.

### Індивідуальні
- У списку 55 найкращих футболістів Радянського Союзу[джерело?]:
- Майстер спорту СРСР: 1972